# Росс, Дональдо
Дональдо Росс Кавен (исп. Donaldo Ross Cawen; 26 декабря 1904, Рио-Негро — 28 февраля 1972, Гвадалахара), в некоторых источниках Дональд Росс (исп. Donald Ross) — уругвайский футболист, нападающий. После завершения игровой карьеры долгое время трудился тренером. Также судил футбольные матчи. Родной брат Конрадо Росса.

## Карьера
Дональдо Росс выступал на родине за клубы «Чарли» и «Дефенсор». В 1925 году Росс стал игроком клуба 14 июля, с которым смог одержать победу в чемпионате города. В 1927 году Росс перешёл в «Интернасьонал» с которым в первый же год выиграл титул чемпиона штата Риу-Гранди-ду-Сул. В 1930 году он перешёл в «Пелотас», с которым выиграл ещё один чемпионат штата. В том же году сборная Чили во главе с Россом провела матч против сборной Мексики и выиграла со счётом 3:0. В 1931 году Дональдо вновь играл за «Интернасьонал». 2 апреля 1934 года Росс сыграл один товарищеский матч за «Барселону». Затем он играл за клуб «Фигерас». В 1935 году Дональдо, вместе с Раулем Торо, присоединился к клубу «Сантьяго».
В 1937 году Дональдо стал главным тренером сборной Колумбии. Эта команда была образована для проведения международных матчей в честь 400-летия основания города Кали. В 1938 году он уступил это место Фернандо Патерностеру. В 1939 году Росс работал футбольным судьёй в Колумбии. В том же сезоне он стал главным тренером клуба «Атлетико Хуниор». А в 1947 году он возглавил «Америку» из Кали, а затем клуб «Онсе». C 1951 по 1952 год он возобновлял карьеру судьи. С 1954 по 1955 год Росс работал главным тренером «Мильонариоса». В 1956 году Дональдо стал главным тренером «Гвадалахары» и в первом же сезоне привёл клуб к выигрышу чемпионата страны. А в конце сезона клуб выиграл титул чемпионата чемпионов Мексики. В том же сезоне он покинул команду. Росс покинул «Гваделахару» и присоединился к «Ирапуато», приведя клуб к выигрышу Золотого кубка Запада.
В 1959 году Росс возглавил «Некаксу» и привёл команду к выигрышу Кубка Мексики. В 1961 году «Некакса» обыграла «Сантос» с Пеле в составе со счётом 4:3. Затем работал в «Морелии», а в 1962 году во второй возглавил «Некаксу». Любопытно, что его помощником в этом клубе был Родольфо Идальго. Но Идальго вступил в конфликт с руководством «Некаксы» и покинул свой пост. А место ассистента занял Мигель Марин, впоследствии возглавивший команду. Позже он возглавлял несколько мексиканских команд, пока в 1971 году не стал главным тренером «Текоса», основанный Автономным университетом Гвадалахары. И в тот же год Дональдо умер из-за острого инфаркта, поразившего уругвайца во время поездки на автобусе, на котором он ехал на работу.

## Достижения

### Как игрок
- Чемпион штата Риу-Гранди-ду-Сул: 1927, 1930

### Как тренер
- Чемпион Мексики: 1956/1957
- Победитель турнира чемпионата чемпионов Мексики: 1957
- Обладатель Кубка Мексики: 1959/1960